# フロンティアのユダヤ人

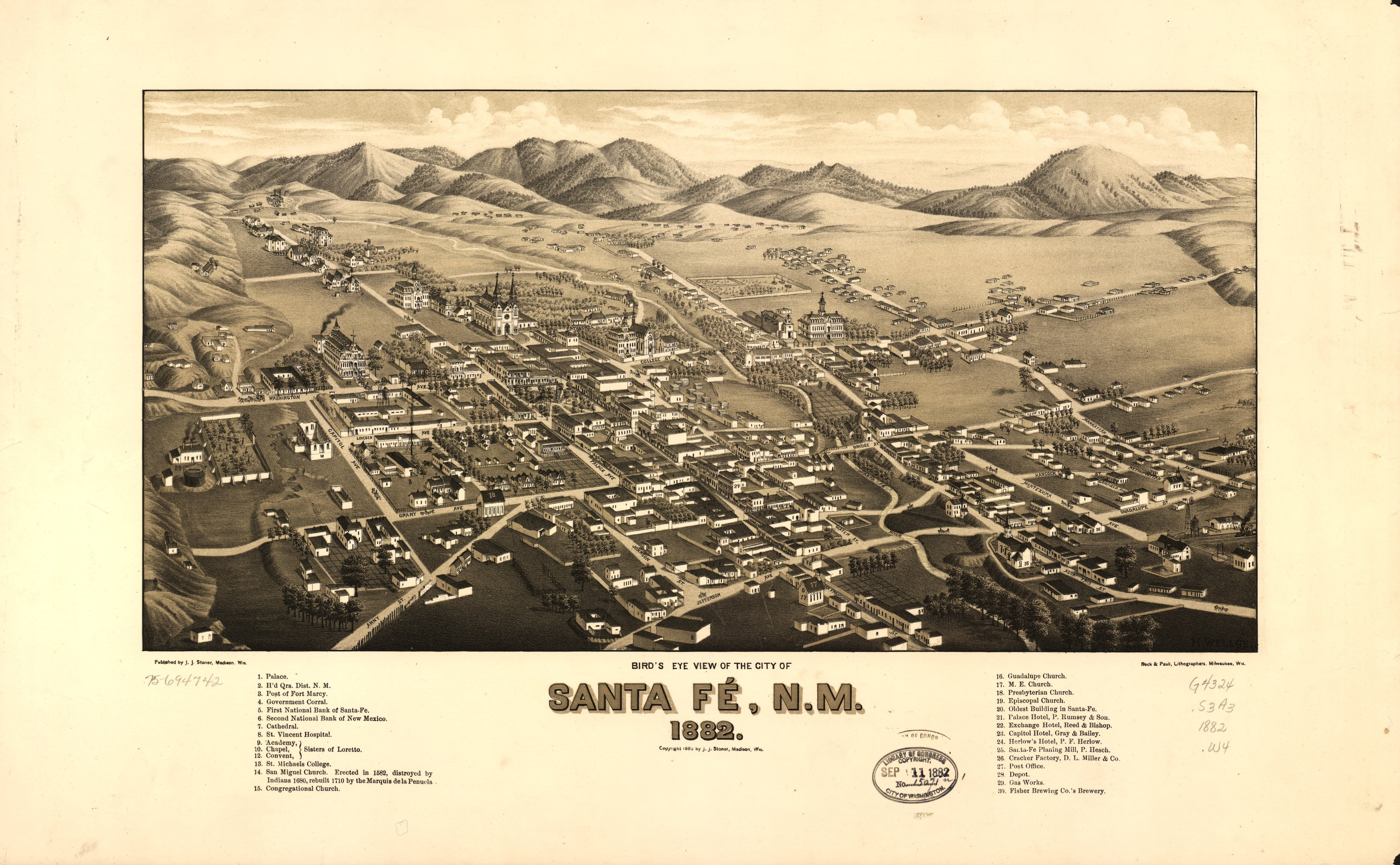
サンタ・フェ (1882)

フロンティアのユダヤ人 (Frontier Jews)とは、アメリカ西部開拓に貢献した中西部のユダヤ系アメリカ人の開拓者たちのことをいう。
19世紀、ドイツなどの東欧からアメリカに移住した者たちの中で、サンタフェ・トレイルを西へと向かい、交易所 (trading post) を拠点に西部開拓に貢献した多くのアシュケナディム系ユダヤ人たちがいた。
一方で、スペインから迫害を逃れてスペイン領メキシコに渡ったセファルディム系ユダヤ人は、メキシコでも厳しい異端審問がはじまり、安心な暮らしを求めて北へと逃れる者たちがいた。
このようにして、東西と南北が交差するニューメキシコ州のサンタフェやタオスは、空前のユダヤ系コミュニティーにとっての安住の地となり、西部開拓の拠点、中西部の交易の中心として繁栄を築いた。

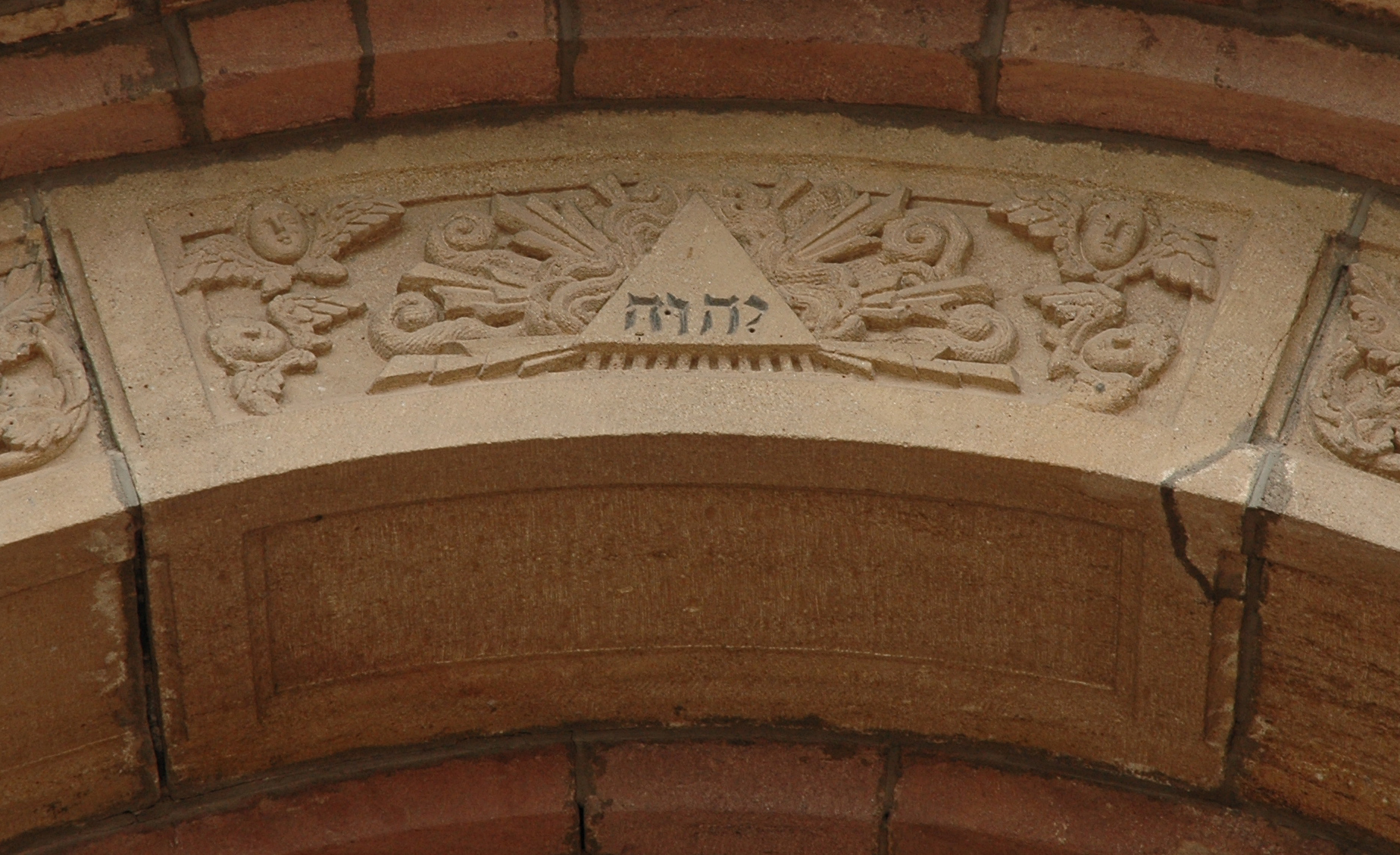
サンタ・フェ大聖堂のキーストーン

今もサンタフェ大聖堂 (聖フランシス大聖堂, Cathedral Basilica of Saint Francis of Assisi) の正面のかなめ石にヘブライ語が刻まれているのは、教会建築に大きく貢献した地元ユダヤ商人達への感謝のしるしと言われている。  

## シュピーゲルバーグ兄弟

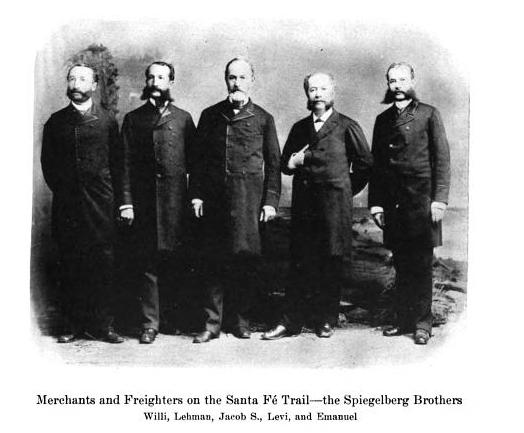
スピーゲルバーグ兄弟。左から、ウイリー、リーマン、ジェイコブ、リーバイ、エマニュエル。

シュピーゲルバーグ兄弟 (Spiegelberg Brothers) は、ソロモン・ジェイコブ・シュピーゲルバーグ (Solomon Jacob, 1824-1898) とリーバイ・シュピーゲルバーグ (Levi, 1830-1906) ら6人の兄弟からなるサンタフェ初のユダヤ系商社。
ソロモンは10人兄弟の長男としてドイツに生まれる。東海岸にわたりサンタフェ・トレイルでサンタフェに到着、見習いとアメリカ軍の調達係をしながら輸送ルートを確保し交易所を設立、次々と故郷ドイツから兄弟を呼び寄せた。最初にリーバイが到着し、1848年にスピーゲルバーグ兄弟が設立され、エリアス（1850）、エマニュエル（1853）、リーマン（1857）、そして最年少のウィリー（1861）が到着した。彼らはアメリカ軍の物資調達商人 (sulter) となり、またアメリカ先住民の交易所を展開、さらに金融業や保険や鉱山業も担い、アメリカ南西部に広がるビジネス帝国を築いた。
彼らはまた先住民の貿易所 (trading post) の運営を管理する権利を委譲された。1868年、ロング・ウォーク・オブ・ナバホと呼ばれる残酷で長い強制移住からナバホの人々が砦に戻った時、リーマンはディファイアンス砦の交易所のライセンスを獲得、またウィリーもウィンゲート砦のライセンスを任された。1860年代初頭からソロモンとリーバイはモンテズマ銅鉱山会社を設立、リーマンは1872年にウィリソン銀鉱山会社の取締役を務めた。南北戦争時には南軍の物資供給をになった。1870年まで、兄弟社は南西部での銀行や保険会社の役割を果たしていた。活動的なフリー・メイソンでもあった。
シュピーゲルバーグ家は聖フランシス大聖堂の建物の資金提供者だった。ウィリーはサンタフェ市長 (1884-1886) を務めた。ウィリーの妻フローラは、サンタフェでの暮らしを生き生きと日記に記し、また街で最初の非宗教的な女子学校を始めた。
2019年、シュピーゲルバーグの6人の兄弟の歴史をたたえる記念碑が剥ぎとられ、JEWS といたずら書きされる事件が起こった。不寛容とユダヤ人差別の高まりの中で、サンタフェでは記録された初の破壊行為であり衝撃を持って受けとめられた。

## ビボ兄弟とアコマ・プエブロ

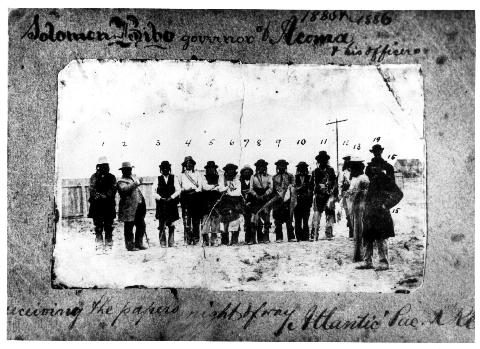
1885年の写真「アコマのソロモン・ビボ総督とその将校1885-1886」、ソロモンは＃15。

アコマ・プエブロ (1934年)

ソロモン・ビボ（Solomon Bibo, 1853年7月15日-1934年5月4日）は、ユダヤ人商人で、部族長に相当するアコマ・プエブロの総督となった。彼はプエブロ・インディアンの知事を務めた唯一の非先住民となった。
ビボはプロイセン王国のウェストファリアで11人の子供の6番目として生まれた。ドイツ革命後の弾圧をうけ、兄のネイサンとサイモンに次いでビボも1869年10月16日、16歳でニューヨークに到着。英語を勉強した後、サンタフェで兄弟に合流した。先駆者であるシュピーゲル家の資本提供を受け、ビボ兄弟はラグナやウインゲート砦などに交易所を立てた。
兄弟は、ドイツ語、イディッシュ語、英語に加えて、いくつかのネイティブアメリカンの言語も学び、地元の先住民からも良心的な取引で評判を確立した。部族の農産物を店舗で販売し、契約の下で米軍の砦に供給した。先住民は比較的公正な報酬を受け取り、農業技術を改善することができた。兄弟はまた、プエブロとメキシコ住民との間の土地紛争を調停し、また、英米人が市場価格以下で先住民の土地を購入するのを阻止しようと努力した。このようなビボ兄弟のスタンスは、アングロ系白人から好ましくないものとうけとられた。
1876年、ソロモン・ビボはアコマ・プエブロとアメリカ内務省との調停のために奔走した。政府はアコマの人たちが保有していると考えているよりはるかに少ない土地の権利を算出したので、アコマの人たちを助けるためにケレサン語を学び、実情を調査して兄のサイモンとともに内務省に何度か書面を送ったが、その交渉はうまくいかなかった。
1882年12月12日、難攻不落といわれている崖の上にあるアコマ・プエブロとの交易ライセンスを内務省に申請し、最初のアコマの交易所を設立した。アコマの残った土地と家畜と鉱山の権利を保護するため、1884年4月7日、アコマの人たちはビボ兄弟に12,000ドルでアコマの土地の30年間リースに調印したが、それに驚いたサンタフェの行政官に目を付けられ、ひと悶着あったのちに無効にされた。
1885年、ソロモンはアコマのフアナ・ヴァレと結婚した。元アコマ知事の孫娘で、カトリック教徒として育ったが、彼女はビボにならってユダヤ教に改宗した。この結婚により、ソロモンは正式にアコマの共同体の一員となった。その年、アコマの人々はソロモン・ビボをアコマ総督 (部族長に相当) に選出し、人々から「ドン・ソロモノ」(Don Solomono) とよばれ、知事を4回務めた。ソロモンは近代的な教育システムの設置を支援し、アコマでの最初の学校教師を輩出し、自分の自宅を学校として提供した。何人かの生徒はペンシルバニア州カーライルインディアン工業学校に送られた。
先住民の学校は共同体の中で論争のまととなり、世代間の不安を引き起こすことになった。総督をやめた後、子供たちにユダヤ人の教育を受けさせるため、ビボと家族はカリフォルニア州サンフランシスコに本拠地を移し、ニューメキシコとカリフォルニアを往復しながらビジネスに従事した。ソロモンビボは1934年5月4日に亡くなり、後に亡くなった妻とともにカリフォルニア州コルマの墓地に埋葬された。彼らの6人の子どもたちの何人かは、後年ニューメキシコに戻り、子孫と彼の兄弟の多くはユダヤ人、ヒスパニック、アメリカ先住民のミックスルーツとしてそこに暮らしている。
2014年10月に公開された『メサのうえのモーゼ』(Moses on the Mesa) は、ソロモンとフアナの実話に焦点を当てた短編映画で、オーランド映画祭 の最優秀短編映画賞を受賞し30を超える映画祭での受賞作品に選ばれた。

## ヘンリー・ヤッファ
ヘンリー N.ヤッファ (Henry N. Jaffa, 1846–1901) は、青年時代にドイツから米国に渡り、南北戦争後に西部に引っ越し、1879年、ラスベガスで事業を開始し、1882年にアルバカーキに拡大、1885年に最初のアルバカーキの市長になった。1897年、ニューメキシコ州の最初のシナゴーグを組織した。
ネイサン・ヤッファ (Nathan Jaffa, 1863-1945) は1878年にドイツから米国に渡り、コロラド州トリニダードに定住。1899年、ラスベガスからにアルバカーキに移り、ニューメキシコ州が1912年に州になるまで領土長官を務め、その後サンタフェの市長などを歴任した。活動的なフリー・メイソンでもあった。

## スターブ兄弟とジュリア

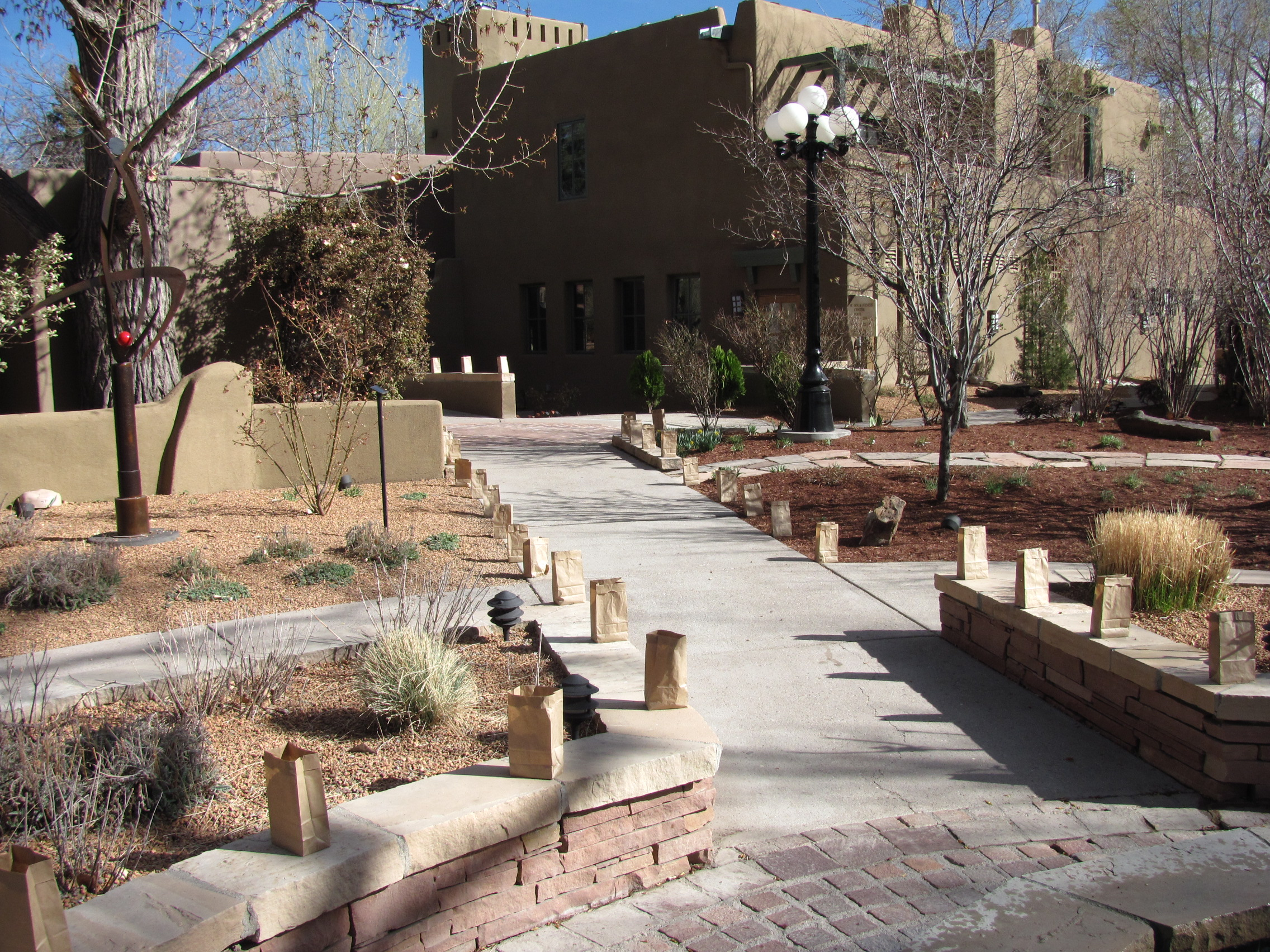
ラ・ポサダ・ホテル

アブラハム・スターブ (Abraham Staab) は1839年にドイツの村リューグデで生まれ、15歳のときアメリカに渡って兄弟のザドックと合流、サンタフェで最初のアシュケナージ系ユダヤ人開拓者として成功していた従妹のシュピーゲルバーグのもとで働き、店舗を持った。1865年にアブラハムはリューグデに戻り、同郷のジュリアと結婚式を挙げ、彼女をサンタフェに迎えた。1882年、プラザの近くにフランス第二帝国様式の3階建ての最高級のヨーロッパ素材でしつらえられた大邸宅を建て、妻ジュリアとともに暮らし、サンタ・フェの社交界を華やかにした。この建築は今では美しいアドビ建築のラポサダ・デ・サンタフェ・リゾート＆スパという高級ホテルになっているが、またジュリアの幽霊がでる場所としても伝説化され、観光の呼び物ともなっている。

## ダノフ兄弟
ルイ、サミュエル、サイモンのダノフ一家は、1881年にリトアニアのヴィルナ生まれ。1907年にアメリカに渡り、ニューメキシコのギャラップでナバホのリザベーションにダノフビルとよばれる交易所を設立。

## 参照
- ディアスポラ
- ユダヤ系アメリカ人
- フロンティア / 西部開拓時代
- アメリカ先住民